# Kisumui nemzetközi repülőtér
A Kisumui nemzetközi repülőtér (IATA: KIS, ICAO: HKKI) Kenya egyik nemzetközi repülőtere, amely Kisumu közelében található. 

## Kifutópályák
A repülőtér futópályái:
- 06/24 (1985 m, 45 m, aszfalt)

## Forgalom
Az utasforgalom az elmúlt években az alábbi módon változott:

## Légitársaságok és úticélok
| Légitársaság            | Célállomások                   |
| ----------------------- | ------------------------------ |
| Aerolink Uganda         | Entebbe, Masai Mara            |
| Fly540                  | Eldoret, Nairobi–Jomo Kenyatta |
| Freedom Airline Express | Nairobi–Jomo Kenyatta          |
| Jambo Jet               | Nairobi–Jomo Kenyatta          |
| Kenya Airways           | Nairobi–Jomo Kenyatta          |
| Renegade Air            | Nairobi-Wilson                 |